# NK Vrapče Zagreb
NK Vrapče Zagreb ist ein kroatischer Fußballverein aus dem Zagreber Bezirk Podsused-Vrapče.

## Geschichte
Im Jahre 1938 unter dem Namen NK Vrapče Zagreb gegründet fusionierte der Verein nach zwischenzeitlicher Umbenennung in NK Mladost wegen finanzieller Schwierigkeiten 1966 mit NK Sparta Zagreb. Nach einer Umbenennung des neuen Vereins 1977 in Sparta-Elektra und vereinsinternen Streitereien, erfolgte 1979 die Neugründung als Sportsko Društvo Vrapče (dt. Sportkameradschaft Vrapče) mit den Abteilungen Fußball, Handball, Karate, Tischtennis und Sportschießen. Seither erfolgte eine grundlegende Erneuerung des Vereins und der Infrastruktur. 
Nach der Loslösung Kroatiens von Jugoslawien nahm Vrapče Zagreb in der Spielzeit 1992/93 erstmals am Spielbetrieb der zweithöchsten Liga des Landes teil: Nach dem Abstieg bis in die vierte Liga in der zweiten Hälfte der 1990er Jahre gelang 2002 der Aufstieg in die dritte Liga. Zunächst der Staffel Mitte zugeordnet, gehört Vrapče Zagreb seit der Neugliederung der dritten Liga im Jahre 2006 zur Staffel West.